# MGM Grand Las Vegas

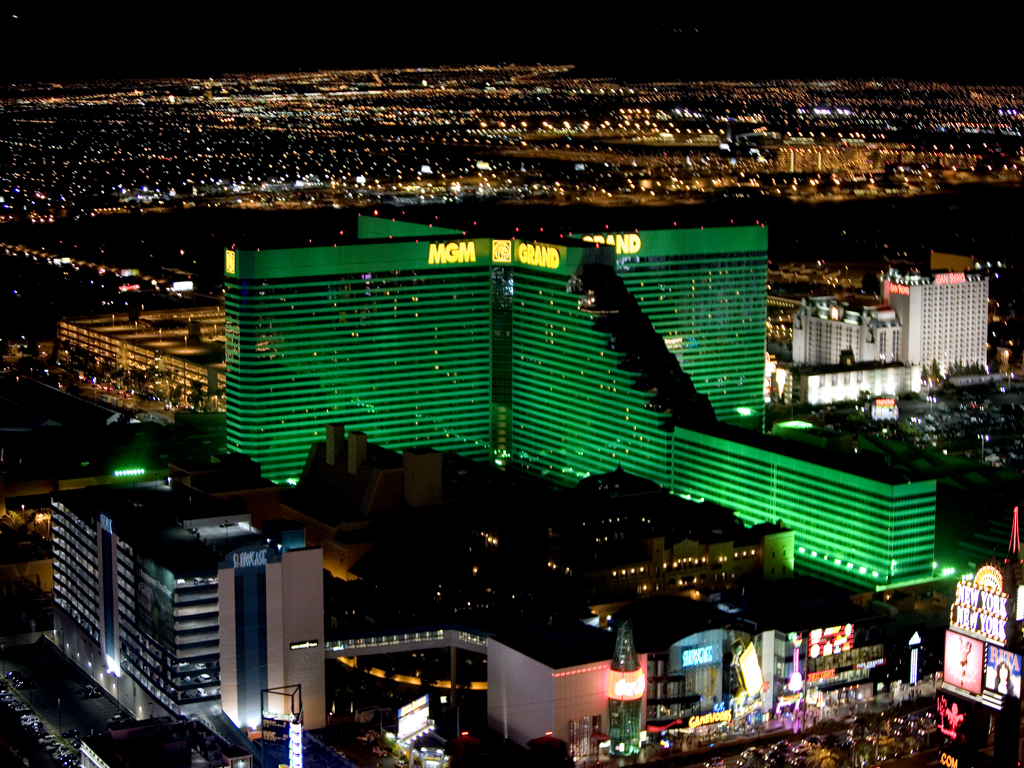
MGM Grand Las Vegas nocą

MGM Grand Las Vegas – superluksusowy hotel i kasyno, położony przy bulwarze Las Vegas Strip w Paradise, w stanie Nevada. Stanowi własność korporacji MGM Resorts International.
MGM Grand jest 2. pod względem wielkości hotelem na świecie, a zarazem największym hotelem w Stanach Zjednoczonych. W momencie otwarcia, czyli w 1993 roku, przewodził na liście największych obiektów wypoczynkowych na świecie.
30-kondygnacyjny budynek MGM Grand ma 89 metrów wysokości, a w jego skład wchodzi hotel z 6852 apartamentami oraz największe kasyno w hrabstwie Clark, zajmujące powierzchnię 15 930 m². Poza tym na obszarze całego kompleksu znajduje się pięć basenów zewnętrznych (w tym jedyne w Las Vegas baseny ze słoną wodą), sztuczna rzeka i wodospad, które zajmują powierzchnię 2,7 hektarów, centrum konferencyjne o powierzchni 35 tys. m², spa, salon kosmetyczny, centrum fitnessu, ogrody MGM Grand Garden Arena, jedna z siedzib CBS Television City, a także kilka sklepów i klubów nocnych oraz 19 restauracji. Obiekt położony jest przy sekcji Las Vegas Boulevard zwanej Tropicana, na której zakazany jest wstęp pieszych na jezdnię. Z tego powodu, MGM Grand połączony jest mostami z sąsiednimi kasynami: Tropicana oraz New York-New York.
MGM Grand został wyróżniony czterema diamentami AAA. Z kolei ultra luksusowe apartamenty SKYLOFTS dwukrotnie otrzymały najwyższą ocenę AAA – pięciu diamentów, a także wyróżnienie pięciu gwiazdek Forbesa.

## Historia

### Marina Hotel
Marina Hotel, położony przy Las Vegas Boulevard 3805, został otwarty w 1975 roku jako 714-apartamentowy hotel i kasyno. W 1989 roku Kirk Kerkorian wykupił obiekt, a także pobliski Tropicana Country Club, chcąc utworzyć w ich miejscu nowy kompleks, MGM Grand.
Prace konstrukcyjne rozpoczęły się 7 października 1991 roku. Budynek Marina Hotel istnieje do dziś, pełniąc funkcję zachodniego skrzydła MGM Grand.

### Dalsza działalność
23 lutego 1993 odbyła się ceremonia oficjalnego zakończenia prac budowlanych, której głównym punktem była instalacja ostatniego panelu szklanego do jednej z wież. Z tej okazji w powietrze wypuszczono 5005 zielonych balonów; każdy z nich zawierał wewnątrz kartę upoważniającą do jednorazowego, darmowego pobytu w hotelu MGM Grand.
W okresie początkowym obiekt był silnie inspirowany motywem Czarnoksiężnika z krainy Oz. Stąd właśnie wziął się szmaragdowy kolor budynku, a także liczne elementy odnoszące się do powieści, które stanowiły część wystroju wnętrz. Kasyno MGM Grand nosiło nazwę Oz Casino i odzwierciedlało Szmaragdowe Miasto. Znajdowały się w nim między innymi posągi Dorotki, Tchórzliwego Lwa i Cynowego Drwala, a także brukowana, żółta ścieżka, pole kukurydzy, sad jabłoni, nawiedzony las oraz animowane wizerunki innych bohaterów powieści. W 1996 roku rozpoczęła się renowacja kompleksu, a jednym z jej głównych założeń była likwidacja Oz Casino. W wyniku tego Szmaragdowe Miasto zostało całkowicie zniszczone.
W latach 1995–2002 w MGM Grand wystawiana była produkcja sceniczna EFX. W momencie premiery, była to najbardziej kosztowna instalacja teatralna na świecie.

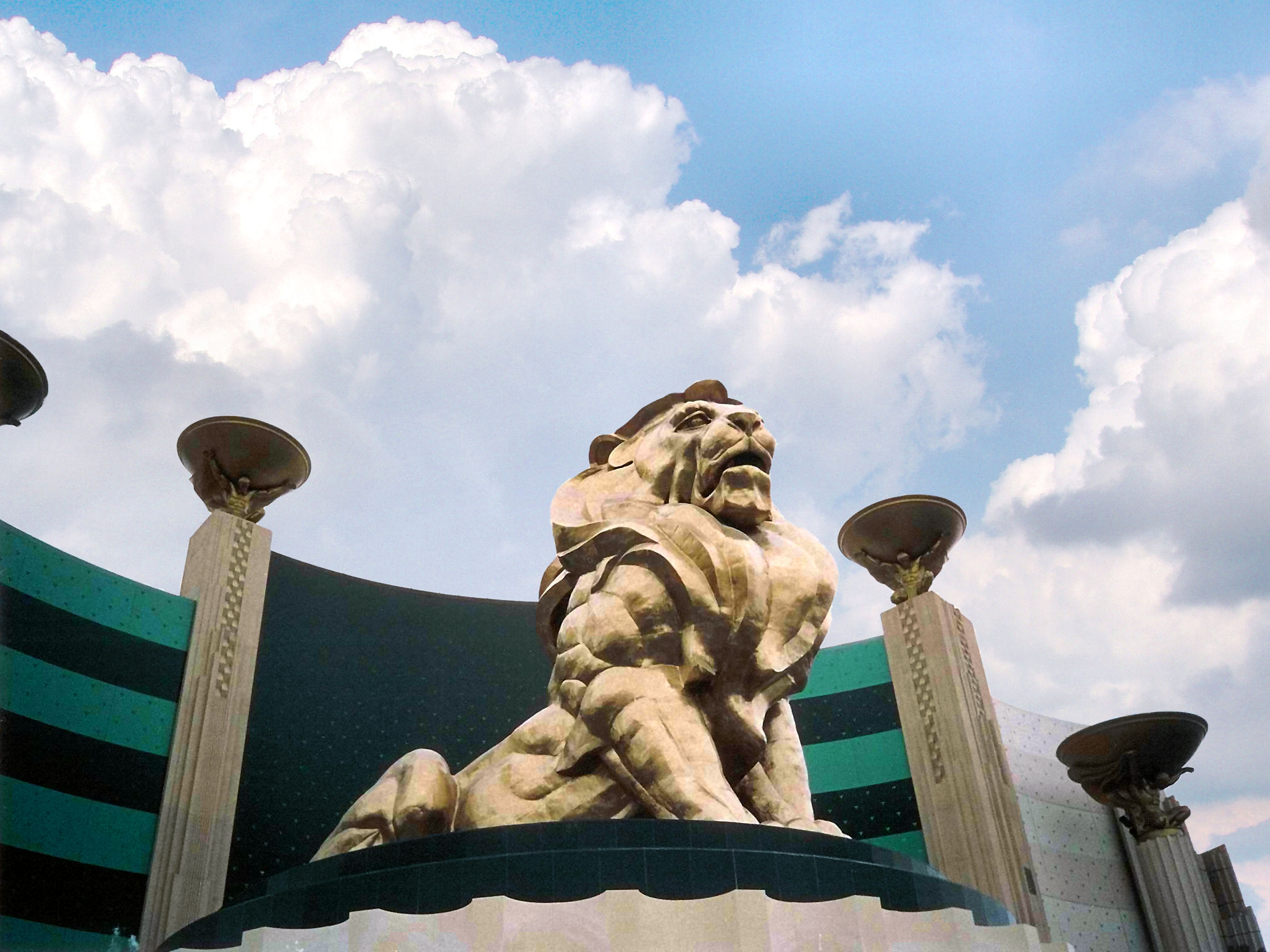
Posąg lwa Leo tuż nad wejściem do MGM Grand

Pierwotnie główne wejście do MGM Grand od strony Strip charakteryzowane było na jamę ustną ogromnej imitacji maskotki MGM, lwa Leo. Ostatecznie jednak wejście zostało zmienione na bardziej tradycyjne; przyczynił się do tego fakt, iż wielu chińskich graczy unikało kasyna MGM Grand lub wybierało tylne wejście, jako że zgodnie z zasadami feng shui, mogło to przynieść pecha. W 1998 roku nad głównym wejściem umieszczona została wykonana z brązu statua Leo, która miała uzupełniać oryginalną tematykę i jednocześnie nie odstraszać przesądnych gości. Posąg, który waży 50 ton i mierzy 14 metrów, stanowi największą statuę z brązu w Stanach Zjednoczonych.
Intencją inwestorów MGM Grand było utworzenie pierwszego prawdziwego tzw. destination hotel w Las Vegas. Chciano bowiem, aby obiekt był atrakcją samą w sobie – w tym przypadku: by ludzie odwiedzali Las Vegas z myślą o wizycie w MGM Grand, a nie odwrotnie. Realizacji tego planu służyło otwarcie parku tematycznego MGM Grand Adventures. Udziałowcy dążyli jednocześnie do przyciągnięcia na Las Vegas Strip całych rodzin poprzez zapewnienie rozrywek dla dzieci, które nie miały wstępu na teren kasyn. Park tematyczny okazał się jednak niepowodzeniem, dlatego też zdecydowano o jego zamknięciu. Zamiast tego, 5 grudnia 2002 roku ogłoszono, że w miejscu zajmowanym przez park powstanie luksusowy hotel/hotel apartamentowy, The Signature.

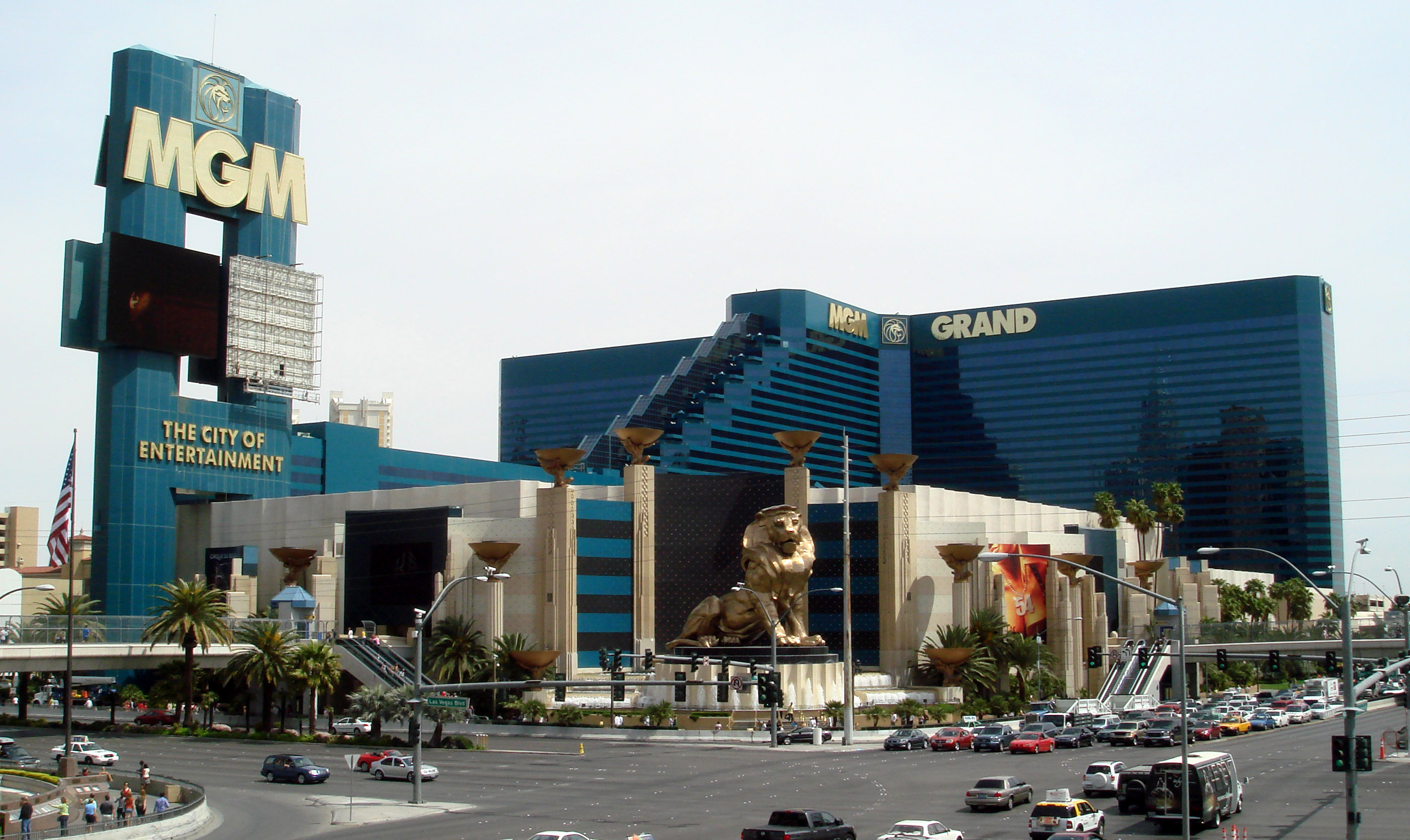
MGM Grand ze znakiem promującym Miasto Rozrywki

W 1995 roku zbudowana została linia kolei jednoszynowej, łącząca MGM Grand z kompleksem Bally’s. Po modyfikacjach, trasa stała się następnie jedną z sekcji Las Vegas Monorail. Wraz z renowacją hotelu i kasyna, zmianom poddano również linię jednoszynową; pociągi zostały zastąpione przez Bombardiery M-VI, zaś trasa została rozszerzona.
W 2000 roku hotel przeszedł kolejną renowację, która miała służyć pozyskaniu bardziej dojrzałej grupy klientów. W jej wyniku, usunięte zostały niemal wszystkie elementy powiązane z motywem Czarodzieja z krainy Oz. Obiektowi nadano natomiast styl art déco, charakterystyczny dla ery klasycznego Hollywood. Od tego czasu MGM Grand określa sam siebie mianem Miasta Rozrywki.
26 kwietnia 2000 roku MGM Grand otworzył swoje centrum rejestracji na lotnisku McCarran International Airport. Był to zarazem pierwszy bezpośredni punkt tego typu należący do korporacji hotelowej w Stanach Zjednoczonych

### MGM Grand w filmie
- MGM Grand ukazany został w komedii Wielka biała pięść z 1996 roku.
- MGM Grand było jednym z kasyn, które w filmie Ocean’s Eleven (2001) okradł Danny Ocean (George Clooney) i jego partnerzy.
- Clark Griswold (Chevy Chase) i jego rodzina grają w Keno w kasynie MGM Grand, w jednej z finałowych scen obrazu W krzywym zwierciadle: Wakacje w Vegas (1997).
- Wzmianka o MGM Grand pojawia się w filmie Swingers (1996), kiedy okazuje się, że jedna z postaci pracuje w hotelu, wcielając się w postać Dorotki z Czarnoksiężnika z krainy Oz.
- W MGM Grand miał miejsce pierwszy z trzech pokazów iluzjonistów w filmie Iluzja z 2013 roku

## Charakterystyczne atrakcje

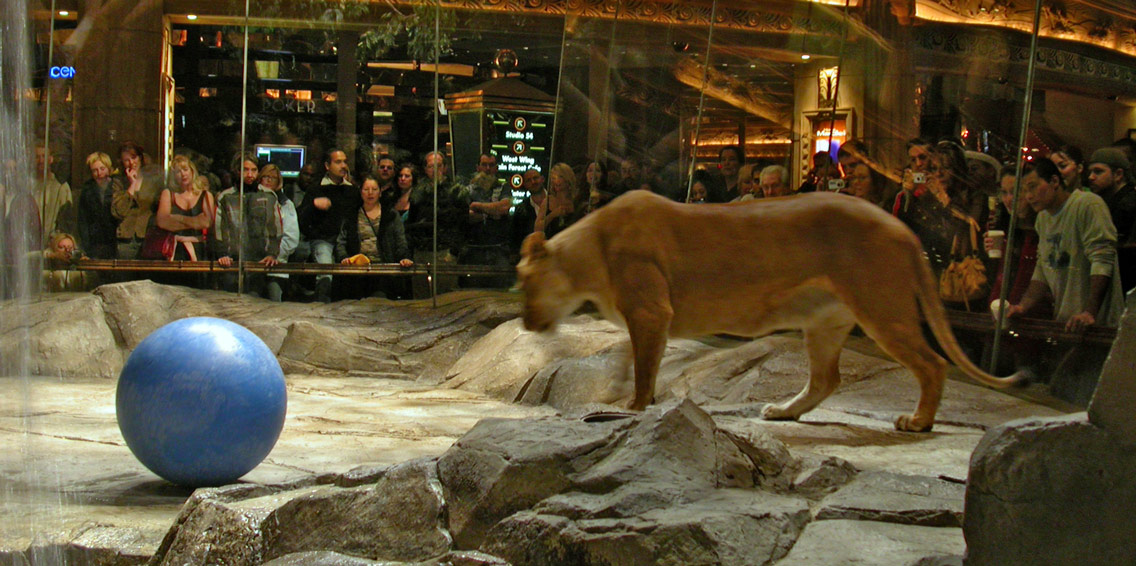
Siedlisko lwów w MGM Grand

W kasynie MGM Grand znajduje się specjalnie wydzielone siedlisko, w którym codziennie przebywa do sześciu lwów. Od otoczenia oddzielają je szklane szyby, umożliwiające gościom obserwację zwierząt. Lwy należą do Keitha Evansa, trenera egzotycznych gatunków, a ich stałym domem nie jest hotelowe siedlisko, tylko ranczo Evansa, położone 19 kilometrów od Las Vegas.

### Produkcje sceniczne
- MGM Grand stanowi domowy obiekt produkcji Kà Cirque du Soleil.
- W obiekcie wystawiana jest Crazy Horse Paris, produkcja „celebrująca sztukę nagości”, wywodząca się od kabaretu Crazy Horse z Paryża[11]. Wszystkich 13 tancerzy baletowych, którzy występują w MGM Grand, jest członkami oryginalnej paryskiej trupy.

### Restauracje
- Joël Robuchon
- L'Atelier de Joël Robuchon
- Emeril's New Orleans Fish House
- Nobhill by Michael Mina
- Craftsteak
- Wolfgang Puck
- Fiamma Trattoria
- Seablue
- Diego
- Grand Wok and Sushi Bar
- Stage Deli
- Shibuya
- Rainforest Cafe
- Studio Cafe
- Pearl
- Cabana Grill
- Wichcraft

### Butiki
- Studio Walk
- Star Lane Shops
- Bernini
- Marshall Rousso
- The Watch Boutique
- Xclusiv

### MGM Grand Garden Arena
MGM Grand Garden Arena to mieszcząca 16 800 ludzi hala sportowo-widowiskowa znajdująca się w hotelu. Występowali w niej między innymi: Madonna, Britney Spears, Cher, U2, Barbra Streisand, Diana Ross i Taylor Swift.
W MGM Grand odbywają się największe gale bokserskie, m.in. z udziałem Floyd Mayweather Jr., Manny Pacquiao, Oscar De La Hoya, Juan Manuel Marquez, Saúl Álvarez.

## Hotel
Pokoje hotelowe zlokalizowane są w kilku budynkach kompleksu MGM Grand, wśród których są:
- Główny budynek hotelowy z 5044 pokojami (4 293 pokoi oraz 751 apartamentów), wraz z tzw. SKYLOFTS (51 loftów na dwóch najwyższych piętrach budynku)[11].
- Trzy wieże The Signature at MGM Grand, z których każda posiada 576 apartamentów, zaprojektowanych przez Bergman Walls Associates. Apartamenty dostępne były w sprzedaży, a ich ceny wahały się od 450 000 do 1,5 miliona dolarów.
- Budynek The Mansion at MGM Grand z 29 willami.

MGM Grand jest jednym z trzech tak dużych hoteli w Las Vegas, który uwzględnia piętro 13. (zazwyczaj jest ono pomijane, aby zapobiec ewentualnym przesądom gości).

### SKYLOFTS
SKYLOFTS zajmują dwa najwyższe piętra budynku głównego MGM Grand. Mimo że operują w połowie niezależnie od hotelu, w rzeczywistości pełnią rolę ultra luksusowych penthouse’ów MGM Grand. SKYLOFTS otrzymały prestiżowe wyróżnienia pięciu diamentów AAA, a także pięciu gwiazdek Forbesa w 2009 roku (jako 44. hotel w Stanach Zjednoczonych z tą nagrodą). SKYLOFTS są niezależnym członkiem The Leading Small Hotels of the World.
Wszystkie lofty posiadają prywatną windę; każdemu przypisany jest również wyłącznościowy asystent oraz lokaj do dyspozycji gości.